# Căn bậc n
Trong toán học, căn bậc n của một số x là một số r, mà lũy thừa bậc n của r sẽ bằng x:
{\displaystyle r^{n}=x}
trong đó n là bậc của căn. Căn bậc của hai được gọi là căn bậc hai, căn bậc của ba được gọi là căn bậc ba. Các bậc cao hơn được gọi theo đúng tên số thứ tự, căn bậc bốn, căn bậc mười hai..v.v.
Phép tính căn bậc n của một số được gọi là khai căn hay căn thức.
Ví dụ:
- 2 là căn bậc hai của 4, bởi {\displaystyle 2^{2}=4}
- -2 cũng là căn bậc hai của 4, bởi {\displaystyle (-2)^{2}=4}

Một số thực hoặc số phức có căn n của bậc n. Trong khi căn của 0 không có sự khác biệt (tất cả đều bằng 0), căn bậc n của bất cứ số thực hay số phức nào khác đều khác biệt nhau. Nếu n là số chẵn và số dưới căn là số thực và số dương, một căn của nó là số dương và một căn là số âm, các số còn lại là số phức nhưng không phải số thực; nếu n là số chẵn và số dưới căn là số thực và âm, không có căn nào của nó là số thực. Nếu n là số lẻ và số dưới căn là số thực, một căn của nó sẽ là số thực và cùng dấu với số dưới căn, trong khi các căn khác không phải số thực.
Trong vi tích phân, căn được biểu diễn dưới dạng lũy thừa, trong đó số mũ là một phân số:
{\displaystyle {\sqrt[{n}]{{x}^{m}}}} = {\displaystyle x^{\frac {m}{n}}}

## Định nghĩa và ký hiệu
Căn bậc n của một số x, với n là số nguyên dương, là một số r với số mũ n bằng x:
{\displaystyle r^{n}=x\Longleftrightarrow {\sqrt[{n}]{x}}=r}
Tất cả các số thực dương x có một căn dương duy nhất, được viết là {\displaystyle {\sqrt[{n}]{x}}}. Với n bằng 2 ta gọi đó là căn bậc hai và không cần phải viết n. Căn n có thể biểu diễn dưới dạng lũy thừa là x1/n.
Với n là giá trị chẵn, các số dương có cả căn n âm, trong khi các số âm không có căn n thực nào. Với n là giá trị lẻ, tất cả các số âm x có một căn n âm thực. Ví dụ, -2 có căn bậc 5, {\displaystyle {\sqrt[{5}]{-2}}\,=-1.148698354\ldots } nhưng -2 không có căn bậc sáu thực.
Tất cả các số x khác không, dù là số thực hay số phức, có n căn số phức n khác nhau, bao gồm căn dương và căn âm. Căn bậc n của 0 bằng 0.
Với phần lớn các số, căn bậc n là một số vô tỉ, ví dụ:
{\displaystyle {\sqrt {2}}=1.414213562\ldots }
Tất cả các căn bậc n của số nguyên, hoặc của bất cứ một số đại số nào, đều thuộc đại số.
Các mã ký tự cho các biểu tượng căn là
| Đọc         | Ký hiệu | Unicode | ASCII   | URL       | HTML (others) |
| ----------- | ------- | ------- | ------- | --------- | ------------- |
| Căn bậc hai | √       | U+221A  | &#8730; | %E2%88%9A | &radic;       |
| Căn bậc ba  | ∛       | U+221B  | &#8731; | %E2%88%9B |               |
| Căn bậc bốn | ∜       | U+221C  | &#8732; | %E2%88%9C |               |

### Căn bậc hai
Căn bậc hai của một số x là một số r, mà khi bình phương, sẽ bằng x:
{\displaystyle r^{2}=x.\!\,}
Tất cả các số thực dương có hai căn bậc hai, một số dương và một số âm. Ví dụ, căn bậc hai của 25 là 5 và -5. Căn bậc hai dương được gọi là căn bậc hai chính hoặc căn bậc hai số học hoặc căn bậc hai dương (principal square root), được biểu diễn bằng một ký hiệu căn: {\displaystyle {\sqrt {25}}=5.\!\,}
Do bình phương của tất cả các số thực là một số thực dương nên các số âm không có căn bậc hai thực sự. Tuy nhiên, mọi số âm có hai căn bậc hai ảo. Ví dụ, căn bậc hai của -25 là 5i và -5i, với i đại diện cho căn bậc hai của -1.(*)

### Căn bậc ba(1)
Căn bậc ba của một số x là một số r mà khi lũy thừa bậc ba, sẽ bằng x:
{\displaystyle r^{3}=x.\!\,}
Mọi số thực x có duy nhất một căn bậc ba thực, được viết là {\displaystyle {\sqrt[{3}]{x}}}. Ví dụ:
{\displaystyle {\sqrt[{3}]{8}}\,=\,2\quad {\text{và}}\quad {\sqrt[{3}]{-8}}\,=-2.}
Mọi số thực có thêm hai căn bậc ba phức.

## Tính chất
Mọi số thực dương (a,b>o) có một căn bậc n dương, quy luật các phép tính như sau:
{\displaystyle {\sqrt[{n}]{ab}}={\sqrt[{n}]{a}}{\sqrt[{n}]{b}}\,,}
{\displaystyle {\sqrt[{n}]{\frac {a}{b}}}={\frac {\sqrt[{n}]{a}}{\sqrt[{n}]{b}}}\,.}
Sử dụng dạng mũ {\displaystyle x^{1/n}} cũng giúp khử số mũ và số căn.
{\displaystyle {\sqrt[{n}]{a^{m}}}=\left(a^{m}\right)^{\frac {1}{n}}=a^{\frac {m}{n}}.}
Vấn đề cũng có thể xảy ra khi tính căn bậc n của số âm và số phức. Ví dụ:
{\displaystyle {\sqrt[{3}]{-1}}\times {\sqrt[{3}]{-1}}=-1}
trong khi
{\displaystyle {\sqrt[{3}]{-1\times -1}}=1}

## Dạng giản lược của biểu thức căn
Một biểu thức căn được coi là giản lược nếu
1. Không có nhân tử nào của số dưới căn được viết thành số mũ lớn hơn hoặc bằng số n
2. Không có phân số dưới dấu căn
3. Không có căn số ở mẫu số

Ví dụ, để biểu diễn biểu thức căn {\displaystyle {\sqrt {\tfrac {32}{5}}}} dưới dạng giản lược, chúng ta có thể tiến hành như sau. Đầu tiên, tìm một số chính phương dưới dấu căn và bỏ ra ngoài.
{\displaystyle {\sqrt {\tfrac {32}{5}}}={\sqrt {\tfrac {16\cdot 2}{5}}}=4{\sqrt {\tfrac {2}{5}}}}
Tiếp theo, có một phân số dưới dấu căn, chúng ta có thể thay đổi như sau:
{\displaystyle 4{\sqrt {\tfrac {2}{5}}}={\frac {4{\sqrt {2}}}{\sqrt {5}}}}
Cuối cùng, chúng ta bỏ căn số khỏi mẫu số như sau:
{\displaystyle {\frac {4{\sqrt {2}}}{\sqrt {5}}}={\frac {4{\sqrt {2}}}{\sqrt {5}}}\cdot {\frac {\sqrt {5}}{\sqrt {5}}}={\frac {4{\sqrt {10}}}{5}}}
Khi ta có mẫu số với các số vô tỉ, ta có thể tìm một nhân tử để nhân cả tử số lẫn mẫu số nhằm giản lược biểu thức. Ví dụ, sử dụng phân tích nhân tử tổng của hai số có lũy thừa bậc ba:
{\displaystyle {\frac {1}{{\sqrt[{3}]{a}}+{\sqrt[{3}]{b}}}}={\frac {{\sqrt[{3}]{a^{2}}}-{\sqrt[{3}]{ab}}+{\sqrt[{3}]{b^{2}}}}{({\sqrt[{3}]{a}}+{\sqrt[{3}]{b}})({\sqrt[{3}]{a^{2}}}-{\sqrt[{3}]{ab}}+{\sqrt[{3}]{b^{2}}})}}={\frac {{\sqrt[{3}]{a^{2}}}-{\sqrt[{3}]{ab}}+{\sqrt[{3}]{b^{2}}}}{a+b}}\,.}

## Chuỗi vô hạn
Căn thức hay căn có thể biểu diễn dưới dạng chuỗi vô hạn:
{\displaystyle (1+x)^{s/t}=\sum _{n=0}^{\infty }{\frac {\prod _{k=0}^{n-1}(s-kt)}{n!t^{n}}}x^{n}}(**)
với {\displaystyle |x|<1}. Biểu thức này được rút ra từ chuỗi nhị thức.
https://pheptinh.com/khai-can-bac-n.html